# Coluber scortecci
Coluber scortecci là một loài rắn trong họ Rắn nước. Loài này được Lanza mô tả khoa học đầu tiên năm 1963.